# 나미비아의 날
나미비아의 날은 나미비아의 독립 기념일이다. 유엔에서 지정했으며, 날짜는 8월 26일이다. 영웅의 날(Heroes' Day)이라고도 호칭되는 나미비아의 국경일이다. 1966년 8월 26일 오무굴룸바셰에서 시작된 나미비아 독립 전쟁을 기념하는 날이다.